# Wolfersgrün (Kirchberg)
Wolfersgrün ist seit 1. Januar 1996 ein Ortsteil der Stadt Kirchberg.

## Geographische Lage

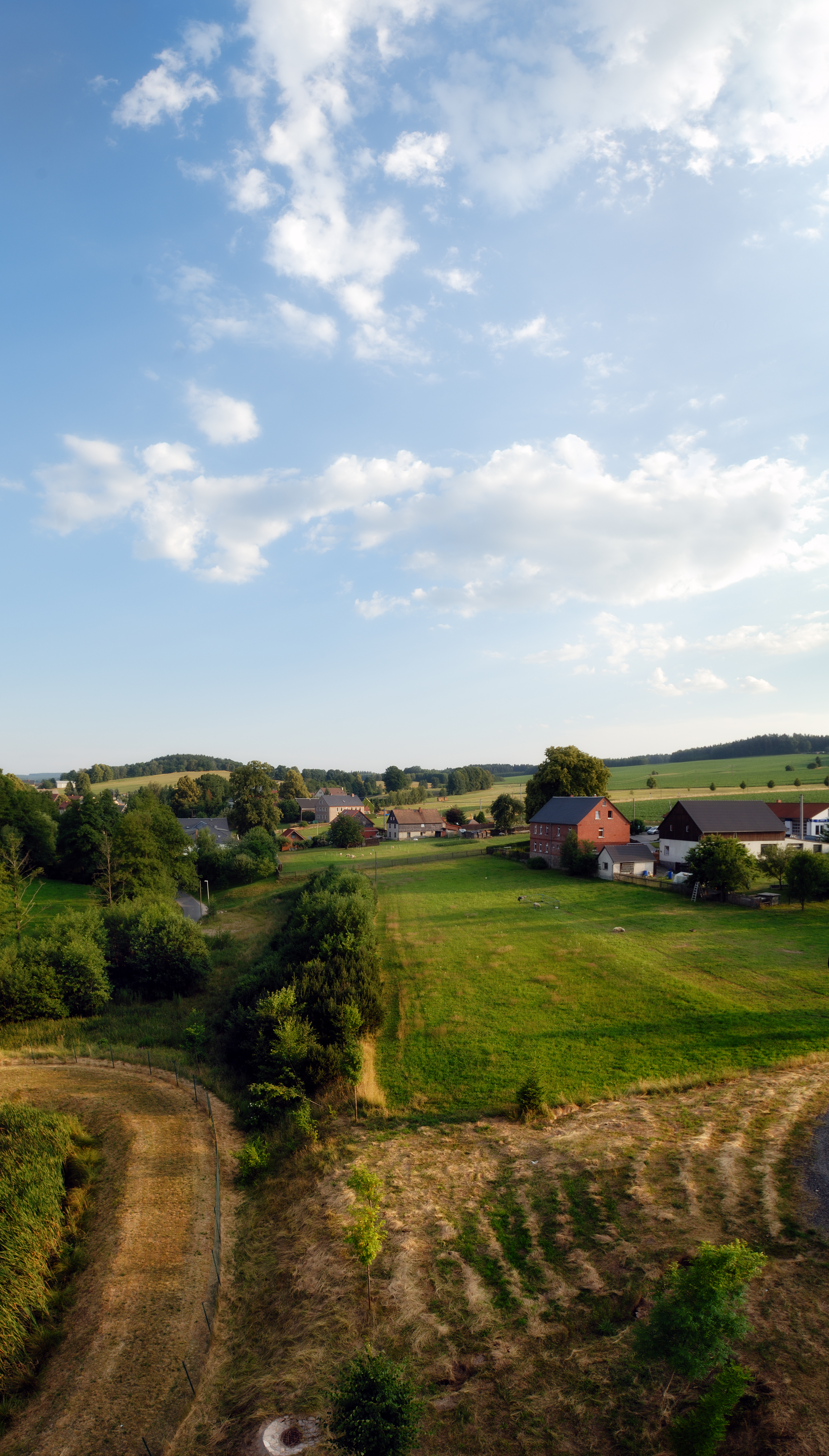
Ortsteil Wolfersgrün

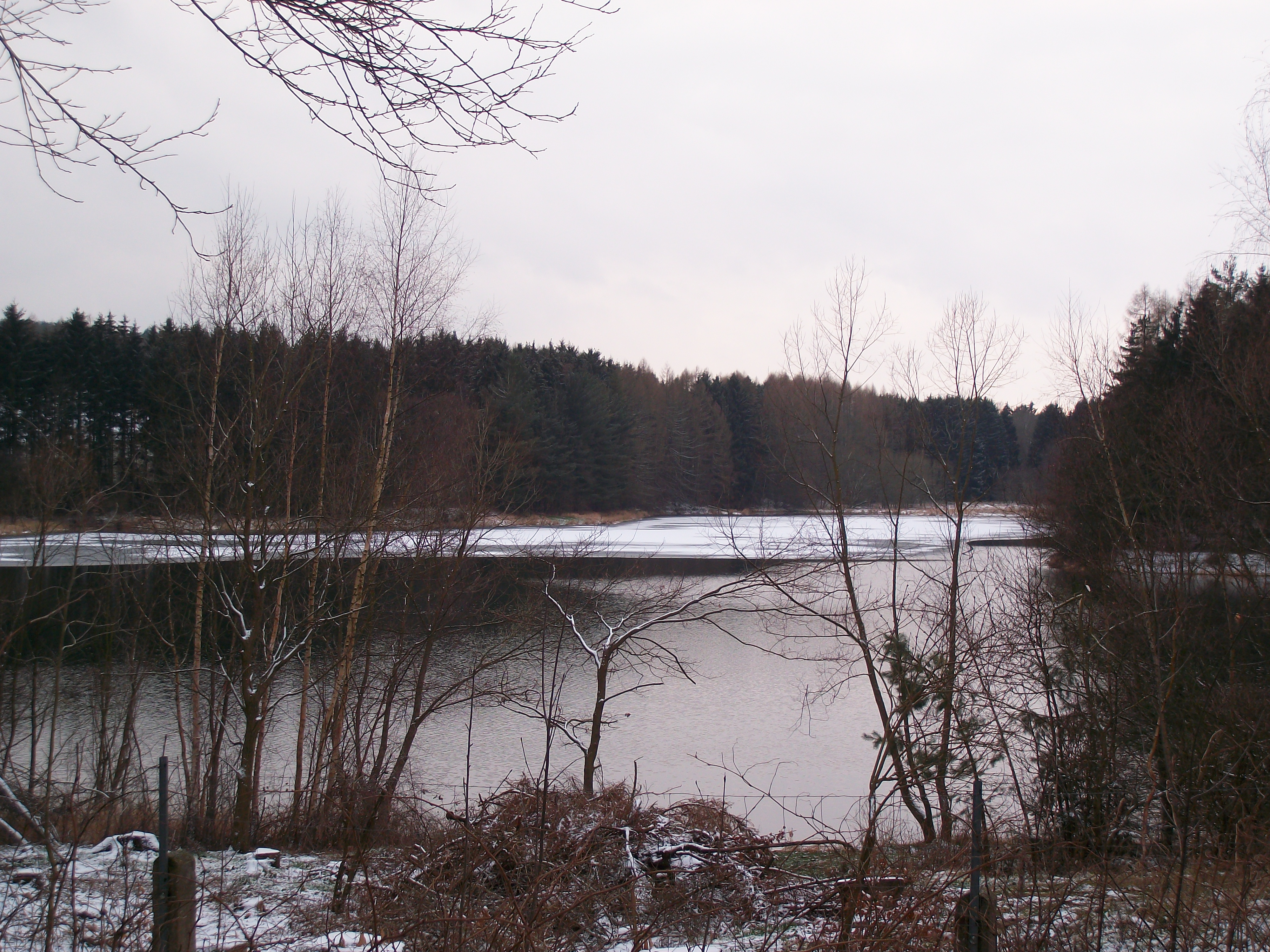
Talsperre Wolfersgrün

Wolfersgrün liegt im Kirchberger Granitgebiet auf einer Höhe zwischen 350 und 390 m im Tal des Crinitzer Wassers, einem Seitenbach des Rödelbachs zwischen Lauterhofen und Niedercrinitz. Unterhalb des Ortes wurde der Crinitzbach zu der kleinen Talsperre Wolfersgrün aufgestaut.

## Geschichte
Das Waldhufendorf Wolfersgrün wurde im 13. Jahrhundert gegründet und gehörte von 1764 bis 1843 zum Amt Wiesenburg und danach zum Amt Kirchberg. 1856 kam Wolfersgrün zum Gerichtsamt Kirchberg und 1875 zur Amtshauptmannschaft Zwickau, dessen Nachfolger der Landkreis Zwickau ist.
Am 1. Januar 1996 wurde Wolfersgrün nach Kirchberg eingemeindet.
In früherer Zeit führte der Pflockensteig, ein alter Handelsweg der Tuchmacher, zwischen Lengenfeld (Vogtland) und Kirchberg durch den Ort.
In den 1940er Jahren plante man zur besseren Trinkwasserversorgung des Zwickauer Raumes, den Crinitzbach oberhalb der Quarksteine bei Niedercrinitz zu einer Talsperre aufzustauen. Es kam aber nur zum Bau der Talsperre Wolfersgrün in Wolfersgrün.

## Religion
Die evangelisch-lutherische Kirchgemeinde Wolfersgrün gehört zur evangelisch-lutherischen Kirchgemeinde Hirschfeld. Weigerhin existiert in Wolfersgrün eine evangelisch-freikirchliche Gemeinde (Brüdergemeinde).

## Verkehr
Durch Wolfersgrün führt die Ortsstraße durch das Crinitztal von Crinitzberg nach Niedercrinitz. Über den unteren Ortsteil verläuft auf einer Brücke der Autobahnzubringer (Mitteltrasse) von Kirchberg zur Autobahnanschlussstelle Zwickau-West (Anschlussstelle 10) der A 72. Ein Weiterbau des Zubringers in die Gegenrichtung nach Kirchberg ist geplant.